# Čínská národní jaderná korporace
Čínská národní jaderná korporace (čínsky v českém přepisu Čung-kuo che kung-jie ťi-tchuan kung-s’, pchin-jinem Zhōngguó Hé Gōngyè Jítuán Gōngsī, anglicky China National Nuclear Corporation, odtud zkratka CNNC) je státní podnik v Čínské lidové republice zabývající se využitím jaderné energie v jaderných elektrárnách i v jaderných zbraních.
Má přibližně 100 tisíc zaměstnanců a hlavní sídlo má v Pekingu, hlavním městě Čínské lidové republiky.
Kromě stavby čínských jaderných elektráren (např. Čchinšanská jaderná elektrárna a Čchangťianská jaderná elektrárna) staví i v zahraničí (např. jaderná elektrárna Čašma v Pákistánu).